# Делинген
Делинге́н (фр. Dehlingen) — коммуна на северо-востоке Франции в регионе Гранд-Эст (бывший Эльзас — Шампань — Арденны — Лотарингия), департамент Нижний Рейн, округ Саверн, кантон Ингвиллер. До марта 2015 года коммуна административно входила в состав упразднённого кантона Сар-Юньон (округ Саверн).
Площадь коммуны — 10,02 км², население — 386 человек (2006) с тенденцией к стабилизации: 367 человек (2013), плотность населения — 36,6 чел/км².

## Население
Население коммуны в 2011 году составляло 372 человека, в 2012 году — 369 человек, а в 2013-м — 367 человек.
| 1962 | 1968 | 1975 | 1982 | 1990 | 1999 | 2006 | 2008 | 2011 | 2012 | 2013 |
| ---- | ---- | ---- | ---- | ---- | ---- | ---- | ---- | ---- | ---- | ---- |
| 406  | 405  | 378  | 340  | 356  | 388  | 386  | 382  | 372  | 369  | 367  |

Динамика населения:

## Экономика
В 2010 году из 247 человек трудоспособного возраста (от 15 до 64 лет) 198 были экономически активными, 49 — неактивными (показатель активности 80,2 %, в 1999 году — 69,3 %). Из 198 активных трудоспособных жителей работал 181 человек (97 мужчин и 84 женщины), 17 числились безработными (7 мужчин и 10 женщин). Среди 49 трудоспособных неактивных граждан 22 были учениками либо студентами, 10 — пенсионерами, а ещё 17 — были неактивны в силу других причин.